# 南緯23度線
南緯23度線（なんい23どせん）は、地球の赤道面より南に地理緯度にして23度の角度を成す緯線。南回帰線から約50km北にあり、大西洋、アフリカ、インド洋、オーストララシア、太平洋、南アメリカを通過する。
この緯度の下では、夏至点時の可照時間は13時間33分であり、冬至点時の可照時間は10時間43分である。

## 通過する地域一覧
南緯23度線は、本初子午線から東に向かって以下の場所を通っている。
| 地理座標                                               | 国土・領土・領海 | 備考 |
| ------------------------------------------------------ | ---------------- | --- |
| 南緯23度0分 東経0度0分 / 南緯23.000度 東経0.000度      | 大西洋           | |
| 南緯23度0分 東経14度24分 / 南緯23.000度 東経14.400度   | ナミビア         | |
| 南緯23度0分 東経20度0分 / 南緯23.000度 東経20.000度    | ボツワナ         | |
| 南緯23度0分 東経27度57分 / 南緯23.000度 東経27.950度   | 南アフリカ共和国 | リンポポ州 |
| 南緯23度0分 東経31度30分 / 南緯23.000度 東経31.500度   | モザンビーク     | |
| 南緯23度0分 東経35度34分 / 南緯23.000度 東経35.567度   | インド洋         | モザンビーク海峡 |
| 南緯23度0分 東経43度29分 / 南緯23.000度 東経43.483度   | マダガスカル     | |
| 南緯23度0分 東経47度48分 / 南緯23.000度 東経47.800度   | インド洋         | |
| 南緯23度0分 東経113度50分 / 南緯23.000度 東経113.833度 | オーストラリア   | 西オーストラリア州 ノーザンテリトリー クイーンズランド州 |
| 南緯23度0分 東経150度46分 / 南緯23.000度 東経150.767度 | 珊瑚海           | カトー岩礁（コーラル・シー諸島、 オーストラリア）のちょうど北を通過。 |
| 南緯23度0分 東経167度17分 / 南緯23.000度 東経167.283度 | 太平洋           | 東経167度から西経156度にかけて クック諸島の南方海上国境を形成する。 モラーヌ環礁（ フランス領ポリネシア）のちょうど北を通過する。 マンガレバ島（ フランス領ポリネシア）のちょうど北を通過する。 |
| 南緯23度0分 西経70度20分 / 南緯23.000度 西経70.333度   | チリ             | |
| 南緯23度0分 西経66度58分 / 南緯23.000度 西経66.967度   | アルゼンチン     | |
| 南緯23度0分 西経62度0分 / 南緯23.000度 西経62.000度    | パラグアイ       | |
| 南緯23度0分 西経55度38分 / 南緯23.000度 西経55.633度   | ブラジル         | マットグロッソ・ド・スル州 パラナ州 サンパウロ州 リオデジャネイロ州 - リオデジャネイロ市街のちょうど南を通過。                                                                                  |
| 南緯23度0分 西経43度14分 / 南緯23.000度 西経43.233度   | 大西洋           | （ ブラジル）の海岸部のちょうど南を通過する。 |
| 南緯23度0分 西経42度1分 / 南緯23.000度 西経42.017度    | ブラジル         | リオデジャネイロ州 - カボフリオ市 |
| 南緯23度0分 西経41度58分 / 南緯23.000度 西経41.967度   | 大西洋           | |